# SCB Viktoria Köln
SCB Viktoria Köln (celým názvem: Sport-Club Brück Viktoria Köln von 1994 e. V.) byl německý sportovní klub, který sídlil v Kolíně nad Rýnem ve spolkové zemi Severní Porýní-Vestfálsko. Založen byl v roce 1994 po fúzi klubů SC Brück a SC Viktoria Köln. Svůj poslední název nesl od roku 2002. Zanikl v roce 2010 po vyhlášení insolvence. Z mládežnické fotbalové sekce byla vytvořena nová organizace FC Viktoria Köln, která se začala hlásit k historii SC Viktorie a jejich předchůdců. Své domácí zápasy odehrával na stadionu Sportpark Höhenberg s kapacitou 6 271 diváků. Klubové barvy byly červená, modrá a bílá.
Mimo mužský fotbalový oddíl měl sportovní klub i jiné oddíly, mj. oddíl volejbalu.

## Historické názvy
Zdroj: 
- 1994 – SCB Preußen Köln (Sport-Club Brück Preußen Köln von 1994 e. V.)
- 2002 – SCB Viktoria Köln (Sport-Club Brück Viktoria Köln von 1994 e. V.)
- 2010 – zánik

## Umístění v jednotlivých sezonách
Stručný přehled
Zdroj: 
- 1994–1995: Fußball-Regionalliga West/Südwest
- 1995–1997: Fußball-Oberliga Nordrhein
- 1997–1998: Verbandsliga Mittelrhein
- 1998–2004: Fußball-Oberliga Nordrhein
- 2004–2008: Verbandsliga Mittelrhein
- 2008–2010: Mittelrheinliga

Jednotlivé ročníky
Zdroj: 
Legenda: Z - zápasy, V - výhry, R - remízy, P - porážky, VG - vstřelené góly, OG - obdržené góly, +/- - rozdíl skóre, B - body, zlaté podbarvení - 1. místo, stříbrné podbarvení - 2. místo, bronzové podbarvení - 3. místo, červené podbarvení - sestup, zelené podbarvení - postup, fialové podbarvení - reorganizace, změna skupiny či soutěže
| Německo (1994 – 2010) |                                   |        |    |     |     |     |    |    |     |    |        |
| Sezóny                | Liga                              | Úroveň | Z  | V   | R   | P   | VG | OG | +/− | B  | Pozice |
| 1994/95               | Fußball-Regionalliga West/Südwest | 3      | 34 | 7   | 8   | 19  | 45 | 78 | -33 | 22 | 16.    |
| 1995/96               | Fußball-Oberliga Nordrhein        | 4      | 30 | 11  | 10  | 9   | 39 | 37 | +2  | 43 | 7.     |
| 1996/97               | Fußball-Oberliga Nordrhein        | 4      | 28 | 6   | 8   | 14  | 27 | 48 | -21 | 26 | 14.    |
| 1997/98               | Verbandsliga Mittelrhein          | 5      | 30 | ... | ... | ... | 69 | 17 | +52 | 77 | 1.     |
| 1998/99               | Fußball-Oberliga Nordrhein        | 4      | 30 | 16  | 7   | 7   | 45 | 33 | +12 | 55 | 4.     |
| 1999/00               | Fußball-Oberliga Nordrhein        | 4      | 30 | 15  | 10  | 5   | 47 | 28 | +19 | 55 | 2.     |
| 2000/01               | Fußball-Oberliga Nordrhein        | 4      | 34 | 11  | 9   | 14  | 49 | 53 | -4  | 42 | 13.    |
| 2001/02               | Fußball-Oberliga Nordrhein        | 4      | 34 | 14  | 4   | 16  | 55 | 70 | -15 | 46 | 11.    |
| 2002/03               | Fußball-Oberliga Nordrhein        | 4      | 32 | 10  | 6   | 16  | 36 | 57 | -21 | 36 | 11.    |
| 2003/04               | Fußball-Oberliga Nordrhein        | 4      | 34 | 10  | 6   | 18  | 45 | 74 | -29 | 36 | 16.    |
| 2004/05               | Verbandsliga Mittelrhein          | 5      | 28 | 9   | 6   | 13  | 50 | 51 | -1  | 33 | 11.    |
| 2005/06               | Verbandsliga Mittelrhein          | 5      | 30 | 9   | 8   | 13  | 45 | 55 | -10 | 35 | 12.    |
| 2006/07               | Verbandsliga Mittelrhein          | 5      | 30 | 11  | 8   | 11  | 43 | 50 | -7  | 41 | 8.     |
| 2007/08               | Verbandsliga Mittelrhein          | 5      | 30 | 18  | 4   | 8   | 55 | 33 | +22 | 58 | 4.     |
| 2008/09               | Mittelrheinliga                   | 6      | 30 | 10  | 8   | 12  | 46 | 50 | -4  | 38 | 9.     |
| 2009/10               | Mittelrheinliga                   | 6      | 30 | 9   | 4   | 17  | 27 | 47 | -20 | 31 | 14.    |